# Beyond
Beyond je osmé studiové album německé power metalové kapely Freedom Call vydané 21. února 2014.

## Seznam skladeb
| Pořadí         | Název                   | Délka |
| -------------- | ----------------------- | ----- |
| 1.             | Union Of The Strong     | 5:02  |
| 2.             | Knights Of Taragon      | 4:43  |
| 3.             | Heart Of A Warrior      | 3:12  |
| 4.             | Come On Home            | 4:03  |
| 5.             | Beyond                  | 7:48  |
| 6.             | Among The Shadows       | 3:44  |
| 7.             | Edge Of The Ocean       | 3:36  |
| 8.             | Journey Into Wonderland | 3:58  |
| 9.             | Rhythm Of Light         | 4:02  |
| 10.            | Dance Off The Devil     | 3:45  |
| 11.            | Paladin                 | 4:07  |
| 12.            | Follow Your Heart       | 3:51  |
| 13.            | Colours Of Freedom      | 4:15  |
| 14.            | Beyond Eternity         | 3:03  |
| Celková délka: | Celková délka:          | 59:09 |

Bonusové CD – limitovaná edice
| Pořadí         | Název                              | Délka |
| -------------- | ---------------------------------- | ----- |
| 1.             | Back Into The Land Of Light (živě) | 5:42  |
| 2.             | Hero On Video (živě)               | 3:55  |
| 3.             | Rockstars (živě)                   | 5:02  |
| 4.             | Farewell (živě)                    | 5:24  |
| 5.             | Mr. Evil (Reggae Vs. Metal) (živě) | 5:12  |
| 6.             | Power & Glory (živě)               | 3:32  |
| 7.             | Freedom Call (akustická verze)     | 5:39  |
| 8.             | The Quest (akustická verze)        | 8:25  |
| 9.             | Warriors (akustická verze)         | 4:29  |
| 10.            | Power & Glory (akustická verze)    | 3:41  |
| 11.            | Farewell (akustická verze)         | 4:51  |
| 12.            | Mr. Evil (Reggae)                  | 4:16  |
| 13.            | Rockin' Radio (Killerbilly) (živě) | 4:27  |
| Celková délka: | Celková délka:                     | 64:35 |

## Obsazení
- Chris Bay – zpěv, kytara
- Lars Rettkowitz – kytara
- Ilker Ersin – baskytara
- Ramy Ali – bicí